# Murcia
Murcia er en by og kommune i det sydøstlige Spanien i Murcia-regionen. Den har et indbyggertal på 474.617 (2024) indbyggere, hvilket gør den til landets syvendestørste by. Byen ligger ved bredden af floden Segura, tæt ved kysten til Middelhavet.
Murcia blev grundlagt af maurerne i år 825. Blandt byens seværdigheder kan nævnes katedralen, der blev bygget i årene mellem 1394 og 1465.
Af kendte mennesker fra Murcia kan nævnes cykelrytteren Alejandro Valverde og tennisspilleren Nicolás Almagro.